# Micranthes sierrae
Micranthes sierrae là một loài thực vật có hoa trong họ Saxifragaceae. Loài này được (Coville) A. Heller miêu tả khoa học đầu tiên năm 1905.